# Христиана Василева
Христиана Василева е българска писателка и преводачка от руски и сърбохърватски език. Работила е като редактор в издателство „Народна младеж“.
През 1985 година излиза сборникът с нейни разкази „Двоен автопортрет“.
Превежда множество книги, сред които:
- 1979 – „Приказки от стари времена“ на Ивана Бърлич-Мажуранич
- 1999 – „Хазарски речник“ на Милорад Павич
- 2000 – „Стъкленият охлюв“ на Милорад Павич
- 2000 – „Партия шах с живи фигури“ (новела) на Милорад Павич
- 2008 – „Последна любов в Цариград“ на Милорад Павич
- 2008 – „Цигански магии, вещерство и гадателство“ на Чарлс Голдфри Лиланд

Женена е за писателя и пътешественик Ясен Антов.
Христиана Василева умира на 90 години на 9 август 2018 г.